# Новий Актанишбаш
Новий Актанишба́ш (рос. Новый Актанышбаш, башк. Яңы Аҡтанышбаш) — село (у минулому присілок) у складі Краснокамського району Башкортостану, Росія. Входить до складу Шушнурської сільської ради.
Населення — 735 осіб (2010; 703 у 2002).
Національний склад:
- башкири — 80 %